# Passaque-e Sofla
Passaque-e Sofla (em persa: پسكسفلي; romaniz.: Pasak-e Sofla) é uma vila iraniana da província do Azerbaijão Oriental, no condado de Coi, no distrito central de Coi. Segundo o censo de 2016, havia 2 126 habitantes.

## História
Historicamente, Passaque-e Sofla correspondeu à vila de Nuarsaque registrada no distrito (gavar) de Her, na província da Persarmênia do Reino da Armênia. Hakob Manandian sugeriu que também seja a Nassabe citada na Tabula Peutingeriana. Está a 22-23 quilômetros ao norte de Coi (histórica Her), num território circundado por terras férteis. Entre os séculos V e VII, esteve na fronteira entre a Armênia sassânida e o Azerbaijão. Em 484, foi o local onde se assinou o tratado entre o nobre Vaanes I e o representante do xainxá Balas (r. 484–488) que pôs fim à rebelião em curso contra a autoridade do Império Sassânida.